# Chiesa di Santa Lucia (Ozieri)
La chiesa di Santa Lucia è un luogo di culto cattolico del centro storico di Ozieri, sede dell'omonima parrocchia, situato in piazza Santa Lucia.

## Storia e descrizione
La chiesa di Santa Lucia fu progettata in stile neoclassico dall'ingegnere Carlo Martinetto, mentre la direzione dei lavori fu condotta dall'ingegnere del Genio civile Domenico Guidetti assistito dal signor Fortunato Vacca.

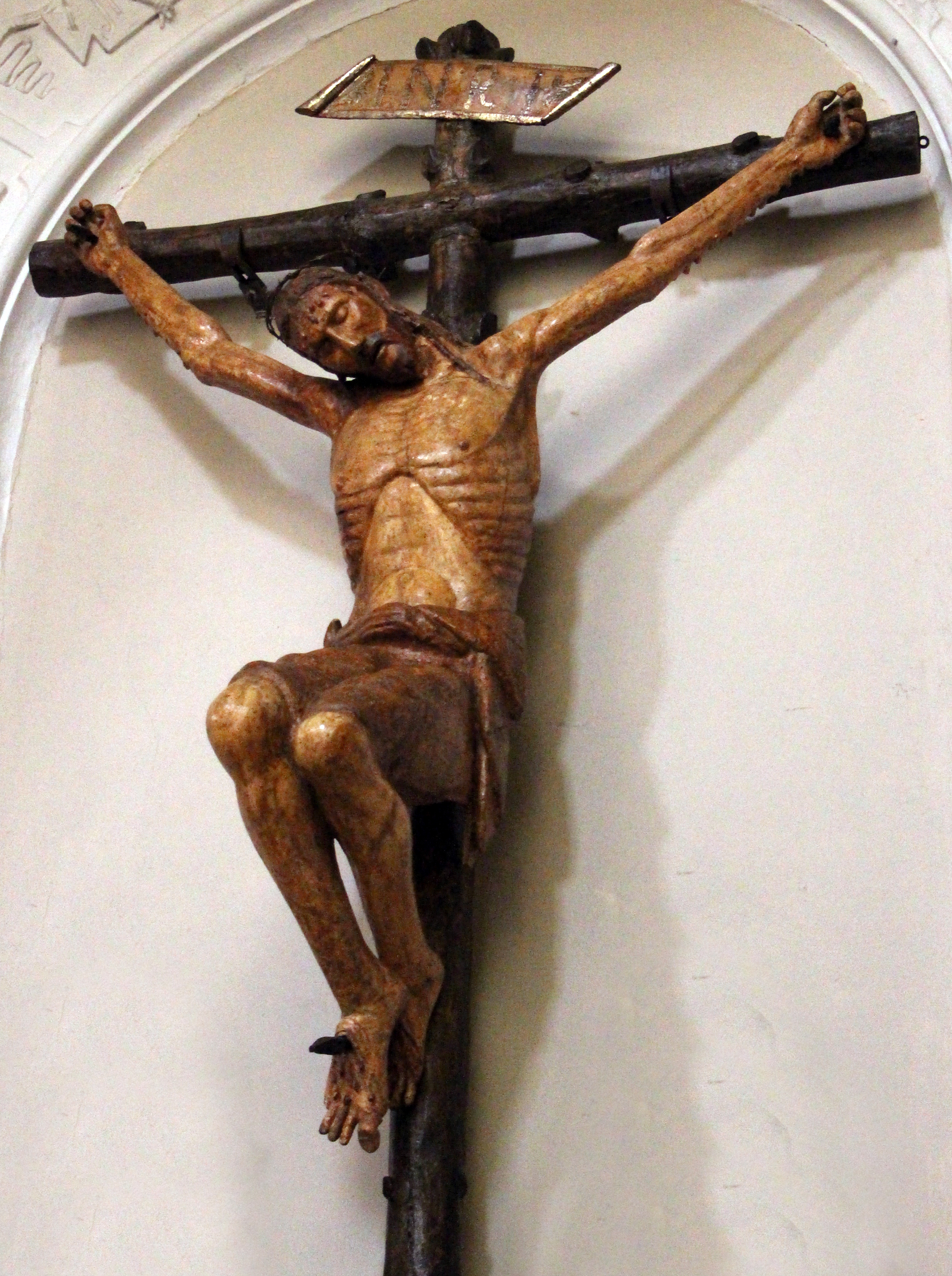
Il Crocifisso spagnolo del XIV secolo

Nel disegno della facciata è evidente il debito nei confronti della facciata della chiesa di San Rocco, opera dell'architetto romano Giuseppe Valadier, a sua volta mutuata da esempi palladiani.
La costruzione della chiesa di Santa Lucia ebbe inizio nel giugno del 1887 ed ebbe termine nell'autunno del 1890, mentre il campanile fu ultimato solo dieci anni dopo.
I lavori della chiesa furono appaltati all'impresa di Giuseppe Tanda, il quale si associò ai muratori ozieresi Antonio Michele Fantasia con i suoi cugini Pasquale e Giovanni Andrea Sanguinetti, i lavori del campanile, invece, furono appaltati al muratore Antonio Michele Fantasia.
Gran parte degli altari, delle statue, delle opere in marmo ed in terracotta che ornano l'interno e l'esterno della chiesa sono opera dell'artista piemontese Giuseppe Sartorio.
Stando all'iscrizione della lapide marmorea (murata sul pilastro della controfacciata principale, a destra per chi entra), la chiesa venne officiata per la prima volta il 22 maggio 1895, alla presenza del vescovo, monsignor Filippo Bacciu.
Nell'iscrizione si fa riferimento alla defunta benefattrice, Maria Lucia Sequi Demontis, ed al vescovo Serafino Corrias, che presiedette la commissione incaricata dell'esecuzione.
La consacrazione degli altari risale invece al 1º dicembre 1901, l'elezione a chiesa parrocchiale avvenne il 20 aprile 1902, essendo fino ad allora esistente ad Ozieri una sola parrocchia presso la cattedrale dell'Immacolata.
Tra il 1921 ed il 1922 vennero realizzati i dipinti nelle volte della chiesa ad opera del pittore Spirito Lari.
All'interno è conservato un crocifisso gotico doloroso (in legno) ed una statua lignea di santa Lucia, entrambi risalenti al XVI secolo, sull'altare maggiore è raffigurata nel marmo la gloria di santa Lucia, in stile berniniano.

## Note

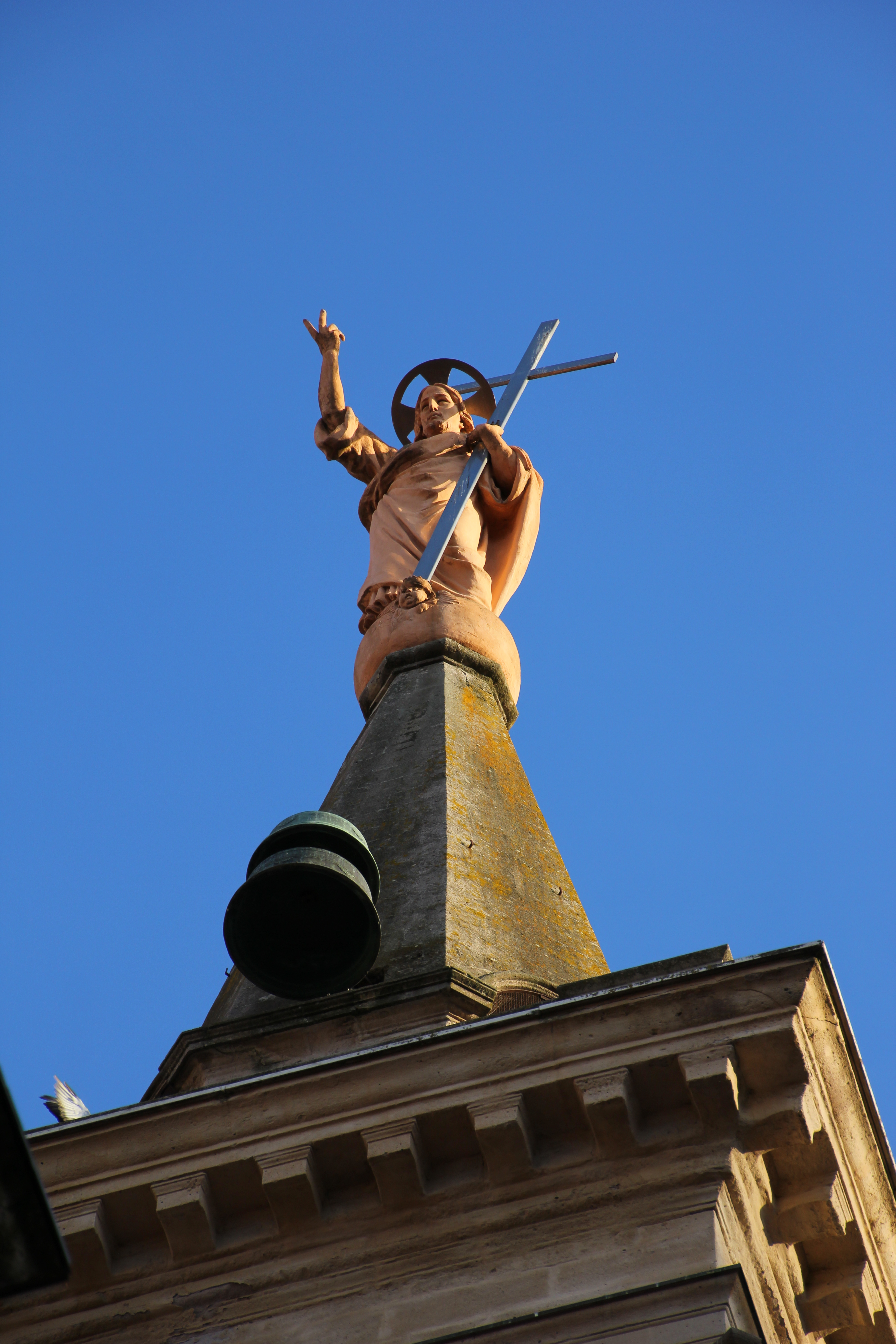